# Consulat général de France à Bangalore
Le consulat général de France à Bangalore est une représentation consulaire de la République française en Inde. Ouvert en octobre 2008, il est situé sur Palace Road à Bangalore, dans le Karnataka.
Le Consul général est actuellement Marc Lamy